# Edmonds
Edmonds az Amerikai Egyesült Államok északnyugati részén, Washington állam Snohomish megyéjében elhelyezkedő város. A 2010. évi népszámlálási adatok alapján 39 709 lakosa van.
A város népessége az 1960 és 1990 közötti annexiókkal nyolcezerről harmincezer fölé nőtt. Számos ázsiai (főleg koreai) bevándorló is érkezett, arányuk ma 7%.

## Története

### 19. és kora 20. század
A suquamish indiánok a térség rendszeres látogatói voltak. A mai belváros területén állítólag létezett egy halászfalu, azonban erre nem találtak bizonyítékot.
Charles Wilkes 1841-ben a mai várostól délnyugatra fekvő csúcsot Edmundsnak (ma Edwards) keresztelte. Pleasant Ewell 59 hektáros területét parcellánként kiárusították, majd 1872-ben George Brackett az egészet megvásárolta. Brackett 1870-ben a térség faállományát mérte fel, azonban egy viharban kenuja a partra sodródott. Családjával 1876-ban az Edmund-csúcshoz költöztek, ahol leapasztotta a mocsarat és kitermelésbe kezdett. Brackett’s Landing településen 1881-ben egy üzlet és kikötő működött, 1884-ben pedig megnyílt a posta és felvette az Edmonds nevet (ami az Edmund-csúcs vagy George F. Edmund vermonti szenátor, Brackett példaképe nevének elírása).
Az évtized végére iskola, fűrészüzem, szálló és gyógyszertár is működött. Az 1890. augusztus 7-ei szavazást követően Edmonds augusztus 14-én kapott városi rangot. A minimális 300 fő eléréséhez Brackett állítólag két ökrét is feltüntette a lakosok között. Edmonds Snohomish megye legrégebbi városa. Az első polgármester Brackett volt, a város ekkor szabályozta a szalonok, kártyatermek és panziók működését. A Seattle and Montana Railroad (később a Great Northern Railway része) vasútállomás megnyitását tervezte, amely felkeltette a befektetők figyelmét. A Minneapolis Realty and Investment Company 1,84 km2-es területen szállodát és kikötőt épített. A vasútvonal 1891-ben nyílt meg, azonban az 1893-as válság miatt a befektetés kudarcba fulladt.
Az 1890-es években négy zsindelygyár és egy vasöntöde működött. 1908-ra elérhetővé vált a vezetékes víz, a villamos áram és a telefon, valamint az utcák szilárd burkolatot kaptak. 1908 szeptemberére a népesség elérte az 1546 főt, ekkor Edmonds negyedikből harmadik osztályú várossá vált, ezáltal az önkormányzat nagyobb önállóságra tett szert. Az Everett és Seattle közötti villamosvonalba való bekötést nem sikerült elérni, pedig ez kiválthatta volna a gőzhajókat és a Great Northern vonatait. Az 1909. július 8-ai tűz húszezer dollár kárt okozott. A leégett épületeket a város egyik képviselője vásárolta meg és helyükre kétszintes betonház került.
Az első gépjármű 1911-ben jelent meg a városban, 1915-től pedig a Lynnwood felől meghosszabbított North Trunk Roadon postakocsi közlekedett. A járműveket is szállító Edmonds–Kingston komp 1923-tól közlekedett. Az 1920-as években a város kibővítette a kikötőjét, a Union Oil Company (később Unocal) pedig üzemanyagraktárt épített ki. Az 1928. április 11-ei tűz az 1909-essel megegyező utcaszakaszon ütött ki.
A fűrészüzemek többsége a nagy gazdasági világválság ideje alatt is üzemelt. Később a Works Progress Administration szövetségi programja keretében megújultak az utcák, új parkok létesültek, valamint a középiskolát sportpályákkal és előadóteremmel bővítették.

### Késő 20. és 21. század
Az új tetőfedő technológiák megjelenése és az elérhető nyersanyag mennyiségének csökkenése miatt 1951-re a zsindelygyárak többsége bezárt, helyükön pedig új üzemek (például alumíniumöntöde és aszfaltgyár) nyíltak. 1948-ban létrejött a kikötő kezeléséért felelős szervezet, amely az 1950-es és 1960-as években több átalakítást (például gát és új kompterminál építése) végzett. Az Edmondstól északra és keletre fekvő területeket a város annektálta. A Washington State Route 99 mentén fekvő terület 1959 májusától a keleti városhatár. 1963 májusára a népesség elérte a 19 ezer főt. A „vidékies” jelleg megőrzésének érdekében a város nem engedélyezte többgenerációs családi házak építését. Az 1960-as évek végére új kórház, főiskola és közigazgatási központ létesült.
Az 1970-es években a bevásárlóközpontok miatt a belváros kisebb üzleteinek forgalma visszaesett. Miután az egykori boltok helyén társasházakat és irodákat alakítottak ki, mozgalom indult a belváros jellegének megőrzésére. A „Main Street Project” éttermek megnyitását ösztönözte. A vízpart egy részén megnyitott Brackett’s Landing Parkban strandot alakítottak ki, 1979-ben pedig horgászstéget adtak át. A város 1990-ben ünnepelte fennállásának századik évfordulóját; a Centennial teret ekkor adták át. Az 1995–1997 közötti annexiókkal a déli városhatár már King megyéig ért.
A Unocal üzemanyagraktára 1991-ben bezárt, területét pedig Snohomish megye és Edmonds vásárolta meg. A város kompterminált és vasútállomást, a megye azonban víztisztító telepet szeretett volna létesíteni. Az önkormányzat és civil csoportok tiltakozásának hatására a tisztító 2003-ban Woodinville-ben épült fel. Mivel a közlekedési hatóság átcsoportosította forrásait, a közlekedési csomópont kialakítását elnapolták. A dombtetőn 2007–2008-ban társasházak épültek.

## Éghajlat
A város éghajlata mediterrán (a Köppen-skála szerint Csb).
| Hónap                         | Jan. | Feb. | Már. | Ápr. | Máj. | Jún. | Júl. | Aug. | Szep. | Okt. | Nov. | Dec.  | Év    |
| ----------------------------- | ---- | ---- | ---- | ---- | ---- | ---- | ---- | ---- | ----- | ---- | ---- | ----- | ----- |
| Rekord max. hőmérséklet (°C)  | 17,8 | 18,9 | 25,6 | 27,8 | 32,2 | 33,9 | 40,6 | 35,0 | 33,9  | 30,6 | 24,4 | 17,8  | 40,6  |
| Átlagos max. hőmérséklet (°C) | 8,3  | 10,0 | 12,2 | 15,0 | 17,8 | 21,1 | 24,4 | 24,4 | 21,7  | 15,6 | 10,6 | 7,8   | 15,8  |
| Átlagos min. hőmérséklet (°C) | 2,8  | 2,8  | 3,9  | 6,1  | 8,9  | 11,1 | 13,3 | 13,9 | 11,7  | 8,3  | 5,0  | 2,2   | 7,5   |
| Rekord min. hőmérséklet (°C)  | −7,8 | −7,2 | −2,8 | −0,6 | 1,7  | 6,1  | 8,3  | 8,3  | 6,1   | −1,7 | −7,8 | −11,7 | −11,7 |
| Átl. csapadékmennyiség (mm)   | 122  | 87   | 89   | 70   | 55   | 41   | 20   | 25   | 39    | 87   | 148  | 138   | 921   |
| Forrás: The Weather Channel   |      |      |      |      |      |      |      |      |       |      |      |       |       |

## Népesség
A 2010-es népszámláláskor a városnak 39 709 lakója, 17 381 háztartása és 10 722 családja volt. A népsűrűség 1719,8 fő/km2. A lakóegységek száma 18 378, sűrűségük 795,9 db/km2. A lakosok 83,4%-a fehér, 2,5%-a afroamerikai, 0,7%-a indián, 7,1%-a ázsiai, 0,3%-a a Csendes-óceáni szigetekről származik, 1,8%-a egyéb, 4,1%-a pedig kettő vagy több etnikumú. A spanyol vagy latino származásúak aránya 5,3% (   )
A háztartások 25%-ában élt 18 évnél fiatalabb. 49% házas, 9,1% egyedülálló nő, 3,7% egyedülálló férfi, 38,3% pedig nem család. 31,3% egyedül élt; 13%-uk 65 éves vagy idősebb. Egy háztartásban átlagosan 2,26 személy élt; a családok átlagmérete 2,82 fő.
A medián életkor 46,3 év volt. A város lakóinak 18,6%-a 18 évesnél fiatalabb, 7% 18 és 24 év közötti, 22,5%-uk 25 és 44 év közötti, 32,8%-uk 45 és 64 év közötti, 19,1%-uk pedig 65 éves vagy idősebb. A lakosok 47,3%-a férfi, 52,7%-a pedig nő.

## Gazdaság
A 2015-ös adatok szerint a városban 22 152 aktív korú lakos él, a munkanélküliség pedig 3,8%. A lakók 7,6%-a a városhatárokon belül, 35%-a Seattle-ben, 8% Lynnwoodban, 7% Everettben, 6% Bellevue-ban, 4% pedig Shoreline-ban dolgozik; az átlagos ingázási idő 31 perc. A legnagyobb foglalkoztatók az oktatás és az egészségügy (23%), a kereskedelem (13%) és a professzionális szolgáltatóipar (12%). 71% saját gépjárművel, 9% telekocsival, 9% pedig tömegközlekedéssel jut el munkahelyére.
A városban 13 ezer munkahely érhető el, melyek többségét a szolgáltatóipar (főképp a tankerület és a kórház) kínálja.

## Közigazgatás
A polgármestert és a képviselő-testület hét tagját négy évre választják.
2018-ban az önkormányzatnak 224 alkalmazottja volt, költségvetése pedig 98 millió dollár.

## Kultúra
Edmonds Snohomish megye kulturális központja; a városban tucatnyi galéria és más művészeti létesítmény található. Az 1975-ben alapított művészeti tanács számos alkotást és kiállítóteret tart számon. Az egykori Edmonds Középiskola épületében 1979-től üzemelő Frances Anderson Kulturális- és Szabadidőközpontban kiállítóterek, balettoktatás és gyerekmegőrző működnek. Az iskola előadótermében 2006-ban nyílt meg az Edmonds Művészeti Központ.
Az 1957 óta az apák napja hétvégéjén megrendezett, 75 ezer látogatót vonzó Edmonds Arts Festivalon kétszáz kiállító vesz részt. A 2015-ben megnyílt Cascadia Art Museumban a térség műalkotásai mutatják be. A belvárosi filmszínház az 1920-as évek óta működik.
A városban több előadó-művészeti csoport (például Driftwood Players és Phoenix Theatre) is működik. Az emlékezet napja hétvégéjén megtartott Edmonds Jazz Connectionön professzionális és iskolai dzsesszzenészek lépnek fel. 2018 novemberében az ArtsWA kulturális ügynökség a várost Washington állam első alkotóművészeti körzetének nyilvánította.
A Main Street körforgalmában kiépített szökőkutat többen is kritizálták annak kinézete miatt. 1998-ban egy ittas sofőr nekihajtott; ekkor egy ideiglenes pavilonra cseréltek, amely forgatások helyszínéül is szolgált. A struktúra helyére 2000-ben egy bronzból készült építmény került, amelynek 2005-ben szintén nekihajtottak. A műtárgyat 2006-ban cserélték.
A június és október között megrendezett termelői piac az Edmonds–Dél-Snohomish megyei Történelmi Társaság támogatásával működik.} A városban számos egyéb fesztivált (például az Edmonds Waterfront Festival vagy az Edmonds in Bloom) is rendeznek.

## Parkok
Edmondsban 230 hektárnyi park van, melyekből többet a tankerület és a megye üzemeltet. A kompállomás két oldalán strandot alakítottak ki. A tűzoltóság mellett kialakított, 2015-ben felavatott emlékparkban a Világkereskedelmi Központ egy darabja is megtalálható.
A városban gördeszkapark, kutyafuttatók és sportpályák is vannak. Az 1987 és 2017 között üzemelő stadionban a középiskolai sportrendezvények mellett amerikaifutball-mérkőzéseket rendeztek. Az idősek közösségi háza az 1960-as években nyílt meg.
A tájvédelmi körzetek területén túraútvonalakat alakítottak ki. A 11 hektáros Edmonds Marsh park az állam néhány fennmaradt szikes területének egyike; itt 225 madárfaj él. A megyei fenntartású Southwest County Park 49 hektárnyi erdős részt foglal magában.
A négy méter mélységű kikötő 890 férőhelyes. Az évente 25 ezer látogatót vonzó Edmonds Underwater Parkban búvárkodásra nyílik lehetőség.

## Oktatás

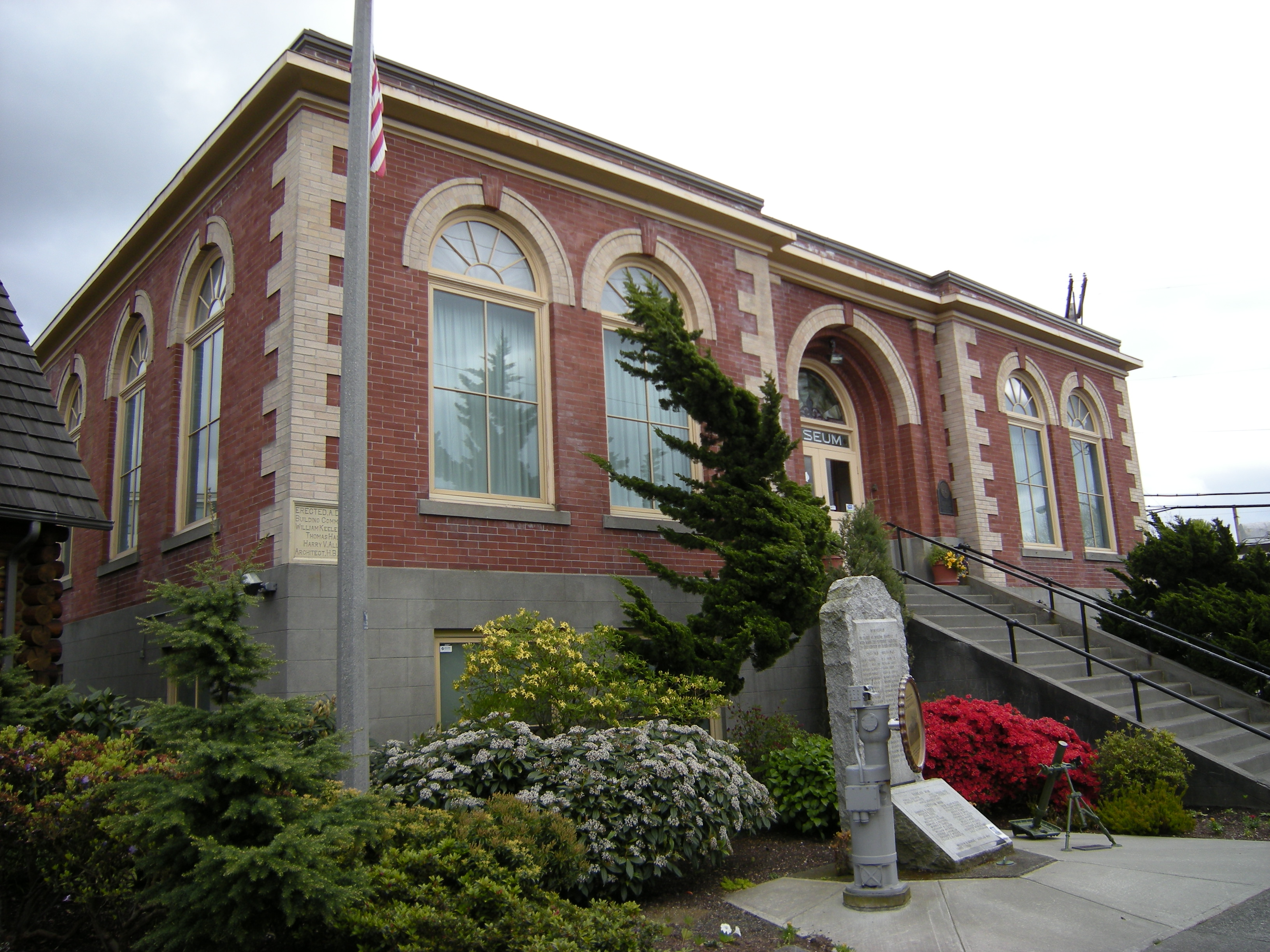
A Carnegie könyvtár épülete

Az Edmondsi Tankerület 38 intézményének a 2018–2019-es tanévben 21 302 diákja, 1134 tanára és 722 egyéb alkalmazottja volt. Miután Edmonds és Woodway tankerületei egyesültek, 1990-ben közös középiskola nyílt, amelyet 1998-ban új helyre költöztettek. Az iskola részt vesz a nemzetközi érettségiprogramban. Edmondsban négy magánintézmény (DBA Leadership Preparatory Academy, Holy Rosary School, Olympic View Montessori és Stella Maris Academy) működik.
Az Edmondsi Főiskola (korábban Edmondsi Közösségi Főiskola) Lynnwood területén fekszik. 1977 és 2001 között az Edmonds Középiskola (ma Edmondsi Művészeti Központ) épületében működött a Puget Sound-i Keresztény Főiskola.
Az 1901-ben alapított könyvtárat 1911-ben költöztették az Andrew Carnegie finanszírozásával megnyílt épületbe, ahol 1962-ig, az új közszolgáltatási központ megnyitásáig üzemelt. Az intézmény 1982-től a Sno-Isle Libraries fenntartásában működik. A Carnegie könyvtár 1973 óta szerepel a történelmi helyek jegyzékében; az épületben ma a történelmi társaság fenntartott múzeum található meg.

## Infrastruktúra

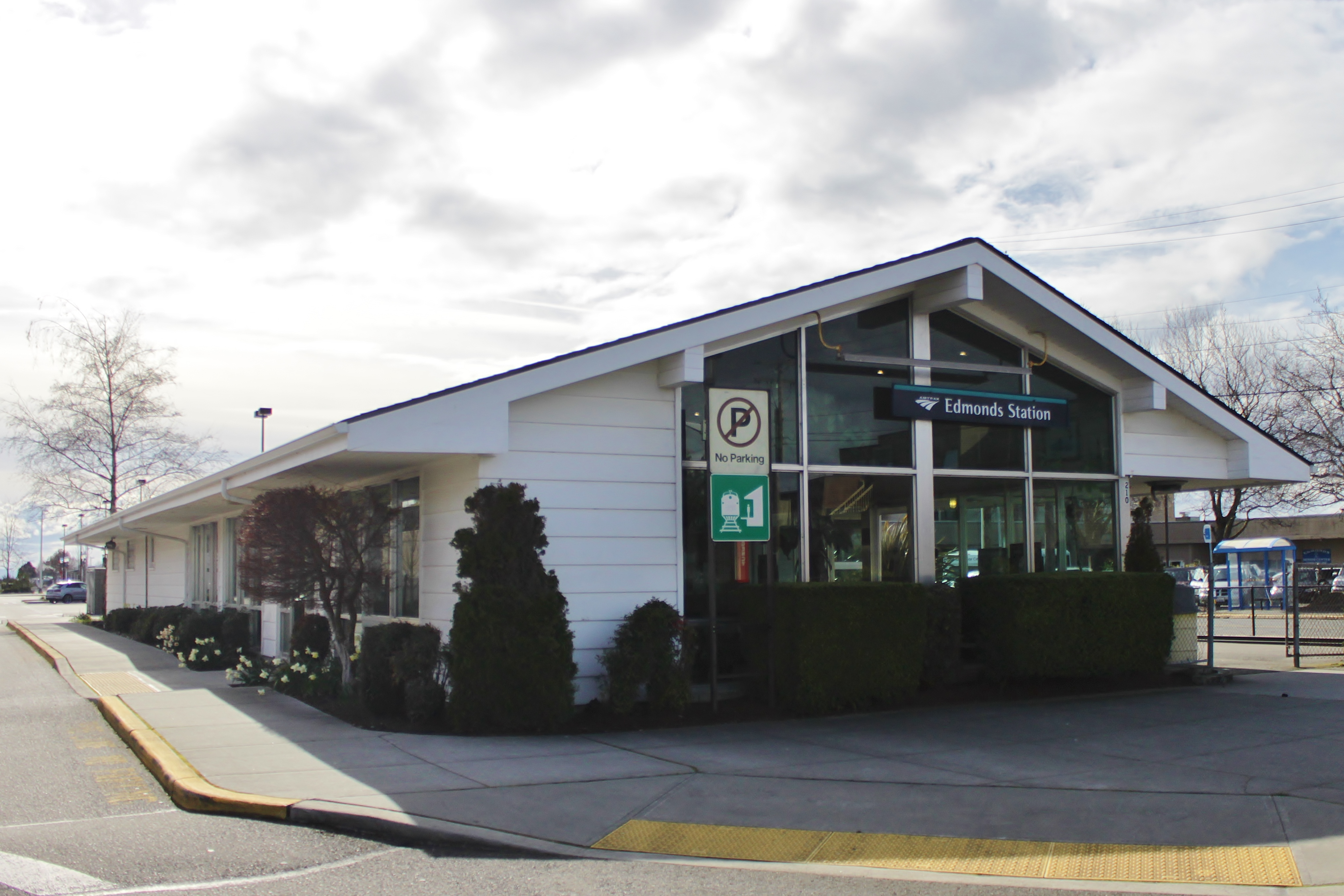
Edmonds állomás

### Egészségügy
Az 1964-ben alapított kórház fenntartója 2010 óta a Swedish Medical Center. Az intézmény az irodáknak és egészségügyi szolgáltatóknak otthont adó városrész központjában található.

### Közlekedés
Edmonds közúton a WA-99-en, a WA-104-en és a WA-524-en közelíthető meg. A Hood-csatornán átívelő híd 1979–1980-as felújítása során Port Townsend felé komp közlekedett.
A város tömegközlekedését a Swift BRT-járatot és a település kettő P+R parkolóját is üzemeltető Community Transit, valamint a BNSF pályáját használó Sounder helyiérdekű vasútvonalat működtető Sound Transit biztosítja. Edmonds állomáson a Sounder vasútvonal mellett az Amtrak Cascades és Empire Builder járatai is megállnak.

### Közművek
Az elektromos áramot a megyei közműszolgáltató, a földgázt pedig a Puget Sound Energy biztosítja. A város 2017-ben vállalta, hogy 2025-re áramszükségletének egészét megújuló forrásokból fedezi.
Az ivóvizet az Alderwood Water District szolgáltatja, melynek vize a Spada-víztározóból származik. A víztisztítás a város saját üzemében, valamint a Maltbyben található létesítményben (mely eredetileg Edmondsban épült volna fel) történik. A hulladékszállításért és -újrahasznosításért három magánvállalat felel.

## Média
Az 1910-ben két újság összevonásával létrejött Edmonds Tribune-Review hetilap 1982-ig jelent meg; megszűnését követően helyi híreket a The Enterprise edmondsi rovata közölt. Az ingyenes Edmonds Beacon hetilap 1986 óta jelenik meg. A MyEdmondsNews blog 2009 óta működik.

## Nevezetes személyek
- Alan S. Boyd, ügyvéd és államtitkár[137]
- Anna Faris, színész[138]
- Annie Crawley fotóművész[139]
- Brian Bard, politikus[140]
- Bridget Hanley, színész[138]
- Chris Henderson, labdarúgó[141]
- Corey Kispert, kosárlabdázó[142]
- Dave Hamilton, baseballozó[138]
- David Bazan, zenész[143]
- Guy Anderson, festő[144]
- Helen Westcott, színész[145]
- Ken Jennings, szakíró, szoftvermérnök[138]
- Jay Park, zenész[146]
- Maria Cantwell, politikus[147]
- Marko Liias, politikus[148]
- Missouri T. B. Hanna, nőjogi aktivista[149]
- Morris Graves, színész[150]
- Rick Steves, író és műsorvezető[151]
- Ryan Couture, harcművész[152]
- Rosalynn Sumners, műkorcsolyázó[153]
- Steven W. Bailey, színész[154]
- Sota Kitahara, labdarúgó[155]
- Todd Linden, baseballozó[138]
- Vern Fonk, biztosítási ügynök[156]

## Testvérváros
Edmonds a Japánban fekvő Hekinannal ápol testvérvárosi kapcsolatot. Edmondsban totemoszlop és emléktábla áll. A két város évente három alkalommal delegációt küld a másik félhez, cserediákprogramot folytatnak, valamint ajándékokat adnak át egymásnak.

## Fordítás
- Ez a szócikk részben vagy egészben  az   Edmonds, Washington című angol Wikipédia-szócikk ezen változatának fordításán alapul.  Az eredeti cikk szerkesztőit annak laptörténete sorolja fel. Ez a jelzés csupán a megfogalmazás eredetét és a szerzői jogokat jelzi, nem szolgál a cikkben szereplő információk forrásmegjelöléseként.